# Carl Martin Norberg
Carl Martin Norberg (21 marzo 1886 – 25 luglio 1970) è stato un ginnasta svedese.

## Palmarès

### Olimpiadi
- Oro a Londra 1908 nel concorso a squadre.